# Final Four Cup maschile
La Final Four Cup è stata una competizione pallavolistica per squadre nazionali maschili nordamericane e sudamericane, organizzata con cadenza annuale dalla PVU.

## Edizioni
| Edizione      | Edizione      | Podio    | Podio           | Podio     |
| Anno          | Organizzatore | Campione | Seconda         | Terza     |
| ------------- | ------------- | -------- | --------------- | --------- |
| 2013 Dettagli | Messico       | Messico  | Rep. Dominicana | Venezuela |

## Medagliere
| Pos. | Squadra         | 1º posto | 2º posto | 3º posto | Totale |
| ---- | --------------- | -------- | -------- | -------- | ------ |
| 1    | Messico         | 1        | 0        | 0        | 1      |
| 2    | Rep. Dominicana | 0        | 1        | 0        | 1      |
| 3    | Venezuela       | 0        | 0        | 1        | 1      |